# 松山泰男
松山 泰男（まつやま やすお、1947年 - ）は、α-EMアルゴリズム（アルファ期待値最大化アルゴリズム）の創出者として知られる日本の工学者。早稲田大学名誉教授および同・理工学研究所名誉研究員。
学位は工学博士（早稲田大学、1974年）およびPh.D.（スタンフォード大学、1978年）。早稲田大学での指導教授は、高木純一、秋月影雄、白井克彦。スタンフォード大学での指導教授は、Robert M. Gray。
米国電気電子工学会（IEEE）終身フェロー、電子情報通信学会（IEICE）フェロー、情報処理学会（IPSJ）フェロー。
情報理工学を専門とし、スタンフォード大学での研究から発展した機械学習理論と、早稲田大学での研究から発展した脳情報処理に関する業績を有する。
1. 機械学習理論とそのマルチメディア処理への応用：業績として、alpha-EMアルゴリズム[3]、alpha-HMM推定アルゴリズム[4]、Rapid ICAアルゴリズム[5]、調和競合学習アルゴリズム[6]、多重降下競合学習アルゴリズム[7]、類似画像検索システム[8]、類似ビデオ画像検索システム[9]がある。また、初期の成果として、alpha-EMアルゴリズムや競合学習アルゴリズムの下部構造であるベクトル量子化を用いた高能率音声情報圧縮の研究[10][11][12]がある。
2. 生体情報処理に関する研究：脳信号に関する成果として、侵襲型と非侵襲型の脳情報と人体動作を統合したPCレベルでヒューマノイドを操作できるシステムの実現[13]、NIRS脳信号による連続認証システム[14]、脳波による個人認証[15]、神経パルス列の時間依存型確率過程の研究[16][17]がある。また、機械学習アルゴリズムをバイオインフォマティクスに適用した認識システム[18]に関する著書がある。

以上の1と2にある理論と応用は、IoCT（Internet of Collaborative Things）およびIoXTにおける人と機械の親和性（human-awareness）のための主要な貢献となっている。

## 経歴
- 1969年　　　　　早稲田大学理工学部卒業
- 1971年　　　　　早稲田大学大学院理工学研究科修士課程修了
- 1974年　　　　　早稲田大学大学院理工学研究科博士課程修了（工学博士）
- 1974年-1978年　日本学術振興会/フルブライト/IIEによる日米交換フェロー
- 1977年-1978年　スタンフォード大学情報システム研究所助手
- 1978年　　　　　スタンフォード大学大学院工学研究科博士課程修了（Ph.D.）
- 1979年-1996年　茨城大学教員（専任講師、助教授、教授：最終は、大学院理工学研究科博士課程 情報・システム科学専攻長
- 1994年　　　　　人事院国家公務員採用Ⅰ種総合試験専門委員（理系代表、本務に伴う併任）
- 1996年-2017年　 早稲田大学教授（情報理工学科）
- 2011年-2014年　 早稲田大学メディアネットワークセンター所長
- 2017年- 　　　　  早稲田大学名誉教授、同・理工学研究所名誉研究員

## 公職歴等
- 1985年-1986年　水戸市市民憲章推進協議会実践委員
- 1994年　　　　　人事院試験専門委員（国家採用I種総合試験 理系代表）
- 1999年-2003年　基盤技術研究促進センター技術評価委員会委員
- 2005年-　　　　 日本学術振興会における各種委員会委員
- 2019年- 　　　　早稲田電気工学会会長

## 民間団体歴
電子情報通信学会、人工知能学会、日本神経回路学会、その他、公益法人にて委員を務める。

## 受賞等
- 1989年　テレコムシステム技術賞奨励賞
- 1992年　電子情報通信学会論文賞
- 1998年　IEEE Fellow Award
- 2001年　IEEE Transactions on Neural Networks, Outstanding Paper Award
- 2001年　テレコムシステム技術賞本賞
- 2002年　電子情報通信学会フェロー賞
- 2004年　APNNA Best Paper Award for Application Oriented Research
- 2006年　LSI IPデザインアワード
- 2008年　Y. Dote Memorial Best Paper Award of CSTST-2008
- 2013年　IEEE終身フェロー
- 2014年　情報処理学会フェロー
- 2015年　情報処理学会優秀教材賞
- 2016年　早稲田大学e-Teachingアワード
- 2016年　大隈記念学術褒賞（記念賞）

## 著書

### 単著
- 『C言語とUNIX』、日刊工業新聞社、1986年、312頁。
- 『バイオインフォマティクス in silico』、培風館、2011年、290頁。

### 共著
- 松山泰男・富沢　孝　『VLSI設計入門』、共立出版、1983年、236頁。
- 秋月影雄・松山泰男・吉江　修　『C言語ディジタル信号処理』、培風館、212頁。
- 岡本　茂・松山泰男・大島邦夫　『精説　コンピュータ理工学辞典』、共立出版、861頁。